# Laimdota Straujuma
Laimdota Straujuma, född 24 februari 1951 i Lettgallen i dåvarande Sovjetunionen, är en lettisk politiker och var Lettlands premiärminister mellan den 22 januari 2014 och den 11 februari 2016. När hon tillträdde blev hon landets första kvinnliga premiärminister.
År 1973 tog hon en examen i matematik vid Lettlands universitet. År 1992 disputerade hon och blev ekonomie doktor.